# Jean de Sponde
Jean de Sponde (ur. 1557 w Mauléon-Licharre, zm. 18 marca 1595 w Bordeaux) – francuski poeta barokowy. 

## Życiorys
Pochodził z rodziny hugenockiej, blisko związanej z dworem królestwa Nawarry. Ukończył kolegium w Lascar z wyróżniającym się wynikiem, za co otrzymał od królowej Joanny d’Albret stypendium na kontynuowanie kształcenia. Studiował teologię protestancką oraz uczył się łaciny i greki klasycznej. W 1580 otrzymał kolejne stypendium od króla Nawarry Henryka, późniejszego króla Francji, które umożliwiło mu wyjazd do Bazylei i dalsze studia humanistyczne pod kierunkiem Teodora Bezy. 
Do Nawarry wrócił w 1583, szybko po swoim przyjeździe ożenił się. Uczestniczył w wojnach religijnych po stronie protestanckiej, jednak w 1593 przeszedł, podobnie jak król Nawarry, na katolicyzm. Krok ten kosztował go wykluczenie z kręgów literatów protestanckich - jego wieloletni przyjaciel Agrippa d’Aubigné zmienił się w jego osobistego wroga. Sponde przeniósł się do Bordeaux, w ostatnich dwóch latach życia pisał wyłącznie dzieła polemiczne, w których krytykował główne założenia teologii kalwińskiej. Zmarł w 1595, ubogi i zapomniany. 

## Twórczość
Pierwsze dzieła de Sponde'a utrzymane były w duchu petrarkizmu i poezji dworskiej, ich głównym tematem była wielka, niespełniona miłość. Zbiór tych wierszy, zatytułowanych Miłości (Amours) został opublikowany - razem z innymi mniej znanymi utworami de Sponde'a - w 1597, już po śmierci poety. De Sponde, podobnie jak inni renesansowi literaci, zajmował się również tłumaczeniami, przekładał m.in. Homera na łacinę. 
W 1582, po lekturze biblijnych Psalmów, de Sponde przeszedł głęboką przemianę duchową i w swojej poezji poruszał odtąd wyłącznie tematykę religijną. Swoją wcześniejszą twórczość uznał za niewiele wartą; kolejne wiersze zawarł w dwóch tomach - Medytacjach nad Psalmami oraz Próbie kilku wierszy chrześcijańskich (zbiór 12 sonetów) z 1588. W pisanej w tym okresie poezji skupiał się na refleksji nad kruchością i marnością życia ludzkiego (motyw vanitas), podkreślał przemijalność wszystkich ziemskich zjawisk oraz niepewność losu człowieka oraz zwracał się do Boga o wsparcie duchowe. Pisał sonety, pieśni, elegie oraz dłuższe poematy. 
De Sponde uważany jest za jednego z ważniejszych przedstawicieli francuskiej poezji barokowej oraz - mimo nawrócenia na katolicyzm - za czołowego przedstawiciela francuskiej poezji protestanckiej, obok d’Aubigné'a i de Salluste'a du Bartasa. 